# Anisostachya elliptica
Anisostachya elliptica är en akantusväxtart som beskrevs av Raymond Benoist. Anisostachya elliptica ingår i släktet Anisostachya och familjen akantusväxter. Inga underarter finns listade i Catalogue of Life.